# Sander lucioperca
Il lucioperca o sandra (Sander lucioperca Linnaeus 1758) è un pesce osseo d'acqua dolce appartenente alla famiglia Percidae.

## Distribuzione e habitat
La sandra è autoctona dell'Europa centro-settentrionale e orientale nei fiumi tributari del mar Nero, mar Caspio, mar Baltico e lago d'Aral nonché nell'Elba (tributario del mare del Nord) e nel Maritza, che sfocia nel mar Egeo. In Europa l'areale naturale arriva a ovest fino alla Danimarca, all'Austria e alla Germania (bacini dell'Elba e del Danubio), a nord fino alla Svezia e alla Finlandia centrali e a est fino all'Asia centrale. È naturalmente assente a sud delle catene montuose mediterranee (penisola Iberica, Italia, Balcani occidentali), nelle isole Britanniche, in Francia, Paesi Bassi, Belgio, e nella Germania occidentale. 
È stato introdotto estesamente al di fuori del suo areale, la presenza è riportata in Spagna e Portogallo (bacino dei fiumi Ebro, Tago e Jucar), in Gran Bretagna, Francia, Germania a ovest dell'Elba, parti della Grecia, varie zone della Russia nelle quali non è naturalmente presente fino alla Siberia, isole Azzorre, Africa settentrionale e Asia orientale. In America settentrionale risulta acclimatato in Dakota del Nord.
In Italia il lucioperca risulta presente e in espansione nel nord e nel centro del paese, seppur in maniera disomogenea. Sembra che sia stato introdotto per la prima volta nel lago di Varano, parte dеl lago di Varese nel 1900, quindi nel 1910 nei laghi di Comabbio e Pusiano e da lì a poco nel Po e nei suoi affluenti. Nel 1964 è stato immesso nel lago di Corbara dal quale si è diffuso nell'intero corso del Tevere e nel 1974 ha raggiunto il corso del fiume Arno.
La sandra vive nei tratti inferiori dei fiumi di medie e grandi dimensioni con acque ben ossigenate e nei laghi, nei quali tollera anche bassi contenuti di ossigeno. Preferisce ambienti con fondali di ghiaia o ciottoli e ricchi di nascondigli come tronchi d'albero o simili dove si ripara durante le ore di luce. Ha un'elevata tolleranza per le acque torbide. Nel nord Europa può colonizzare le acque salmastre di estuari e lagune.

## Descrizione
Ha corpo snello ed affusolato che raggiunge la massima altezza in corrispondenza della prima pinna dorsale. La testa è allungata, appuntita e appiattita, con un'ampia bocca che raggiunge l'occhio; i denti sono appuntiti, caniniformi, alcuni dei quali molto sviluppati e posizionati nella parte anteriore di ambedue le mascelle. Gli occhi sono grandi e hanno una caratteristica lucentezza argentea dovuta a uno strato di guanina detto tapetum lucidum che riflette la luce come adattamento alla caccia in condizioni di scarsa luminosità e visibilità. La pinna dorsale anteriore ha 13-17 raggi spinosi, la seconda, vicinissima ma separata dalla prima, ha 3 raggi spiniformi e 19-24 molli. La pinna anale ha due raggi spinosi e 11-12 molli. La pinna caudale è biloba.
La livrea ha una colorazione variabile secondo l'ambiente in cui vive: è bruno verdastra o bruno grigiastra su testa, dorso e fianchi, più chiara sul ventre. Alcune strisce verticali scure scendono dal dorso fino ai fianchi, sono meno visibili nei grandi individui. Le pinne sono verdastre o brune, le dorsali e la caudale sono chiazzate di nero. Durante l'epoca degli amori il maschio assume una colorazione molto più scura della femmina.
La taglia massima è di 1 metro, il peso massimo noto è di 20 kg; la taglia media non supera i 50 cm.

## Biologia
La longevità può raggiungere 17 anni.

### Comportamento
Il lucioperca ha abitudini prevalentemente crepuscolari e notturne. La notevole acutezza visiva e la peculiare conformazione dell'occhio gli consente di cacciare al buio e in acque molto torbide. Gli esemplari giovani tendono a riunirsi in piccoli branchi, mentre da adulti diventano solitari.

### Alimentazione
Le larve e le prime fasi giovanili si nutrono prevalentemente di invertebrati planctonici, gli individui più lunghi di circa 10 cm sono quasi esclusivamente piscivori. Le prede preferite sono i piccoli pesci pelagici che vivono in banchi ma può sfruttare un grandissimo numero di specie ittiche anche bentoniche nonché, occasionalmente, anfibi e invertebrati. La sandra non si alimenta durante il periodo della riproduzione mentre nella stagione fredda riduce molto l'assunzione di cibo.

### Riproduzione
La deposizione delle uova avviene tra la fine di febbraio e luglio, ma più comunemente in aprile-maggio, quando la temperatura raggiunge i 10-14°C. Il maschio crea una piccola buca su fondali sassosi o nei pressi di radici di piante a profondità tra 1 e 3 metri, in acqua possibilmente torbida. Possono avvenire brevi migrazioni riproduttive per raggiungere i letti di frega; le popolazioni settentrionali di acque salmastre risalgono i fiumi anche per 250 km fino a raggiungere l'acqua completamente dolce. Ha una forte fedeltà ai luoghi di frega e ogni individuo ogni anno ritorna negli stessi. La deposizione avviene di notte; dopo il rilascio dei gameti la femmina abbandona il nido mentre il maschio difende e ossigena le uova fino alla schiusa. Ogni femmina può deporre fino a 200.000 uova per kg di peso. Si può molto raramente ibridare con il persico reale come segnalato nel 2011 in Finlandia.

### Predatori
È riportata in letteratura la predazione (soprattutto a carico delle fasi giovanili) da parte di anguille, Channa argus, siluro d'Europa, Pelecus cultratus, luccio, persico reale, lucioperca e uccelli acquatici.

## Pesca
Le carni di questa specie sono molto apprezzate e considerate fra le migliori di tutti i pesci d'acqua dolce. Nell'Europa centrale e orientale è una delle specie più importanti per la pesca commerciale d'acqua dolce, vengono anche effettuati ripopolamenti con giovanili allevati in piscicoltura per ricostituire gli stock più soggetti a sovrapesca. Si tratta di una specie apprezzatissima dai pescatori sportivi: il lucioperca viene pescato principalmente con esche artificiali (tecnica dello spinning) o con la tecnica del morto manovrato.

## Conservazione
Si tratta di una specie da comune ad abbondante in un vasto areale naturale e diffusa in un vasto areale di introduzione. Le popolazioni non sembrano in declino in nessuna parte dell'areale e non sono note cause di minaccia. Per questi motivi la Lista rossa IUCN classifica il lucioperca come "a rischio minimo".

### Specie aliena
L'introduzione di questo forte predatore alloctono nelle zone in cui non è autoctono, comprese le acque italiane, sembra abbia causato non pochi problemi alle specie autoctone di pesci comprese estinzioni locali di specie endemiche.